# Poiocera venosa
Poiocera venosa är en insektsart som beskrevs av Walker 1851. Poiocera venosa ingår i släktet Poiocera och familjen lyktstritar. Inga underarter finns listade i Catalogue of Life.